# Baron Martonmere
Baron Martonmere, of Blackpool in the County Palatine of Lancaster, ist ein erblicher britischer Adelstitel in der Peerage of the United Kingdom.
Der Titel wurde am 13. Mai 1964 für den konservativen Unterhausabgeordneten Sir Roland Robinson geschaffen. 1964 bis 1972 war er Gouverneur von Bermuda.
Heutiger Titelinhaber ist seit 1989 sein in Kanada lebender Enkel John Robinson als 2. Baron.

## Liste der Martonmere (1964)
- Roland Robinson, 1. Baron Martonmere (1907–1989)
- John Robinson, 2. Baron Martonmere (* 1963)

Titelerbe (Heir Apparent) ist der Sohn des aktuellen Titelinhabers, Hon. James Robinson (* 2003).